# Romança per a violí núm. 2 (Beethoven)
La Romança per a violí i orquestra núm. 2, en fa major, op. 50 és una composició per a violí i orquestra de Ludwig van Beethoven. És la segona de les dues romances per a violí i orquestra que es va publicar (1805) tot i que la va compondre molt abans, cap al 1798. Probablement la primera execució pública fou el novembre 1798.

## Les romances per a violí i orquestra
Beethoven és conegut com a pianista, però era un amant també del violí, instrument pel qual va fer deu sonates, un concert, i diversos quintets, quartets, i altres obres. De romances per a violí en va fer dues, que tenen només un moviment i estan pensades per a un concert de solista. Les dues tenen una estructura de rondó en dos episodis, ABACA i coda.
La Romança en fa major, op. 50 va ser publicada el 1805 per Bureau des Arts et d'Industrie, a Viena. Malgrat el nombre d'opus més alt, fou composta uns cinc anys abans que la Romança en sol major, op. 40, que va ser publicada el 1803.

## Romança núm. 2
En aquesta composició Beethoven conserva l'orquestra clàssica primerenca.